# Vrouwenvleugel
Vrouwenvleugel is een Nederlandse dramaserie over een vrouwenafdeling in de gevangenis, die werd uitgezonden op de Nederlandse  commerciële televisiezender RTL 4. De serie bestaat uit drie seizoenen van elk 22 afleveringen en werd uitgezonden van januari 1993 tot juni 1995.
De serie was afkomstig uit het productiehuis Joop van den Ende TV Producties (dat ook de soap Goede tijden, slechte tijden voor RTL 4 produceerde) en is gebaseerd op originele scenario's door Marjan Berk. Berk speelde elk seizoen een kleine gastrol met de naam mevrouw Piep. In 1994 werd de serie bekroond met de Gouden Televizier-Ring voor het beste programma van het jaar.
Ter gelegenheid van het 20-jarig bestaan van RTL 4 organiseerde Peter van der Vorst voor het programma Typisch RTL een reünie met een aantal actrices. Actrices Liz Snoijink, Jetty Mathurin, Maja van den Broecke, Funda Müjde, Barbara Gozens en Dela Maria Vaags reisden samen af naar de gevangenis aan de Havenstraat in Amsterdam, waar de buitenopnames van Vrouwenvleugel werden opgenomen.

## Personages

### Hoofdpersonages
| Foto         | Acteur               | Personage                                                              | Reden straf | Afleveringen                                   | Reden vertrek |
| ------------ | -------------------- | ---------------------------------------------------------------------- | --- | ---------------------------------------------- | --- |
|              | Bea Meulman          | Teun Metz                                                              | De moord op de vriend van Teuns geliefde Anna. | 1–66                                           | Einde Vrouwenvleugel. De laatste aflevering eindigt aan de vooravond van de uitslag van haar examen tot hijskraanmachinist. |
|              | Jetty Mathurin       | Esmeralda 'Smorrie' Bakboord                                           | Smorrie heeft de vriend van haar dochter vermoord. | 1–44, 56                                       | Smorrie heeft haar straf uitgezeten. |
|              | Liz Snoijink         | Jacqueline Karstens                                                    | Jacqueline heeft zich schuldig gemaakt aan fraude. | 1–44                                           | Jacqueline overlijdt aan de gevolgen van een hiv-besmetting. |
|              | Marjolein Keuning    | Eefje Winkel                                                           | Het smokkelen van XTC-pillen. | 1–23                                           | Aan het einde van seizoen één zit de straf van Eefje er al bijna op. Bij de start van het tweede seizoen is ze reeds vrijgelaten. |
|              | Maja van den Broecke | Josje Smit-Werkman                                                     | Josje zit vast voor de moord op een hoerenloper. | 1–23                                           | Josje trouwt in de gevangenis met haar pooier en grote liefde Ger Smit. Bij de start van het tweede seizoen is ze inmiddels vrij, nadat haar veroordeling is herzien zoals in het eerste seizoen dit in gang is gezet. |
|              | Devika Strooker      | Tessa Boonstra                                                         | Tessa zit vast voor de moord op haar broer Harm. | 1–12                                           | Tessa had altijd al last van psychische problemen, maar nadat Smorrie in een visioen ziet hoe Julia haar kind vermoord heeft, wordt Tessa ronduit onhandelbaar. Ze krijgt waanbeelden van haar dode broertje, en wordt om die redenen overgeplaatst naar een dependance van de GGZ.                                                         |
|              | Barbara Gozens       | Leila de Wit                                                           | Leila mist de vrouwenvleugel zo, dat ze na haar vrijlating geld doorsluist naar haar eigen rekening met de bedoeling weer te worden opgesloten bij haar vriendinnen in de vrouwenvleugel, hetgeen haar lukt. | 1, 11–22                                       | Leila keert na het eerste seizoen niet terug. |
|              | Ingrid Afia          | Makoemba                                                               | Drugs-gerelateerd, mogelijk een mislukte smokkel. | 1–2                                            | Zwangere Makoemba komt om het leven doordat ze van grote hoogte naar beneden valt, geholpen door bewaarster Truus de Hoop. |
| Angela Brown | Ingrid Afia          | Angela zit vast omdat ze een bom bij een racist in huis heeft gegooid. | 14–22 | Angela keert na het eerste seizoen niet terug. | |
|              | Ella Snoep           | Jantje Kruimel                                                         | Jantje heeft haar man voor de trein geduwd. | 3–66                                           | Einde Vrouwenvleugel. In de laatste aflevering schrijft Jantje een brief naar de koningin voor gratie. |
|              | Funda Müjde          | Derya Usta                                                             | Derya is veroordeeld voor drugssmokkel. | 3–22                                           | Tijdens de bruiloft van Ger en Josje weet Derya te ontvluchten. |
|              | Isa Hoes             | Liesbeth Vrijman                                                       | Liesbeth heeft haar man laten vermoorden door een huurmoordenaar. | 7–22                                           | Overplaatsing naar een andere afdeling binnen de gevangenis. |
|              | Samantha Bennis      | Marjan Daal                                                            | Marjan heeft drugs gesmokkeld om haar geslachtsverandering te kunnen betalen. | 8–22                                           | Marjan keert na het eerste seizoen niet terug. |
|              | Marina de Graaf      | Julia Molenaar-Claus                                                   | Julia zit vast voor de moord op haar dochtertje. | 11–66                                          | Aan het begin van het derde seizoen wordt Julia gratie verleend. Zij raakt onverwachts zwanger in de laatste week van haar gevangenschap, waarna ze in de resterende afleveringen gaat samenwonen en trouwt met bewaarder David. In de laatste aflevering bevalt ze van een zoon.                                                           |
|              | Kietje Sewrattan     | Snoes Rivaan                                                           | Snoes is veroordeeld voor drugshandel. | 23–66                                          | Einde Vrouwenvleugel. Rond het einde van de derde serie heeft Snoes nog maar een half jaar straf te gaan. |
|              | Ivon Pelasula        | Maria Wezenbeek                                                        | Maria heeft iemand neergestoken om aan drugs te komen. | 23–44                                          | Maria keert na het tweede seizoen niet terug. |
|              | Karla Wildschut      | Gillian Bloch                                                          | Gillian haalde meisjes uit Polen en Rusland naar Nederland om als prostituee te werken. | 23–44                                          | Gillian keert na het tweede seizoen niet terug. |
|              | Carry Tefsen         | Cor Vis                                                                | Cor is veroordeeld voor de moord op haar man. | 23–30                                          | Met hulp van de pers weet Cor haar onschuld te bewijzen. Ze komt vrij, maar kan haar oude leven niet oppakken. Adriaan Wagenaar helpt haar aan een woning buiten de stad. |
|              | Renée Fokker         | José Donkers                                                           | José zit vast voor een gijzeling. | 36–47                                          | José is agressief tegenover personeel en medegevangenen. Ze brengt bij een uitbraak bewaarder Wiebe Oerlemans om het leven. Ze wordt (tijdelijk) weer terug geplaatst op de afdeling. Bij een tweede uitbraakpoging wordt ze overgeplaatst naar een EBI. De directie wordt hierop bedreigd door haar broer, maar ook deze wordt ingerekend. |
|              | Teuntje de Klerk     | Elisabeth 'Beppie' de Graaf                                            | Elisabeth zit voor fraude, gepleegd om haar man en drieling te onderhouden. | 42–44                                          | Elisabeth keert na het tweede seizoen niet terug, en is met slechts drie afleveringen het kortste in de reeks te zien als gevangene. |
|              | Suze Broks           | Guusje van de Wetering                                                 | Poging tot moord op haar man Ricardo. | 45–66                                          | Einde Vrouwenvleugel. |
|              | Annemarie Steen      | Agnes Schmeenk                                                         | Agnes zit vast voor de moord op haar man. | 45–66                                          | Einde Vrouwenvleugel. |
|              | Milly Scott          | Baby Miller                                                            | Baby heeft tijdens een van haar optredens een man vermoord. | 45–66                                          | Einde Vrouwenvleugel. In de laatste aflevering maakt ze kennis met haar broer, die met zijn gezin Baby weer een compleet nieuwe familie geeft. |
|              | Daniëlla Mercelina   | Joy Deurslag                                                           | Leider van een actiegroep die een opslag van een milieuvervuilend bedrijf opblaast. Een kind rent tijdens het buitenspelen deze opslagruimte binnen, en komt om het leven.                                   | 46–66                                          | Einde Vrouwenvleugel. In de voorlaatste aflevering bezoekt de moeder van het om het leven gekomen jongetje Thijs nogmaals Joy, om haar te vergeven voor de daad van Joys actiegroep. |
|              | Marian Mudder        | Nathalie Tellegen                                                      | Nathalie zit vast voor de moord op enkele bejaarden, wier spaargeld ze op haar eigen rekening stortte. | 53–66                                          | Einde Vrouwenvleugel. |

### Personeel

#### Bewaarders
| Foto | Acteur           | Personage         | Functie                               | Afleveringen           | Biografie |
| ---- | ---------------- | ----------------- | ------------------------------------- | ---------------------- | --- |
|      | Erik de Vries    | Maurits Troost    | Bewaarder, later Hoofdbewaarder       | 1–66                   | Maurits Troost is de aantrekkelijke bewaarder van de vrouwenvleugel. Maurits trouwt met Carla, de dochter van bewaarder Kees van Beusekom. In het eerste seizoen heeft Maurits een affaire met gedetineerde Eefje Winkel. Als Wiebe hen samen aantreft is het direct afgelopen. In het laatste seizoen verandert Maurits, hij wordt hoofdbewaarder van de vrouwenvleugel. Als Joy Deurslag op de afdeling komt is hij meteen verliefd. Joy wil echter niks van hem weten. Maurits laat het er niet bij zitten en begint haar te chanteren. Uiteindelijk weet Baby haar te redden en als Joy hem een knietje geeft is dat voor Maurits de genadeklap. Als er een nieuwe bewaarster op de afdeling komt in de persoon van Rietje Verdonk, die een vriend heeft, zet hij zijn zinnen op haar. Uiteindelijk knapt hij op haar af doordat hij haar met haar vriend over aardappels hoort praten en in de laatste aflevering gaat hij samen met collega Jan Brouwer op vrouwenjacht, nadat hij heeft bekend dat hij voor seks naar de rosse buurt is geweest. |
|      | Fridi Martina    | Winnie Schoentouw | Bewaarster                            | 1–13                   | Vertrekt met haar man naar het buitenland omdat ze vindt dat ze hem moet volgen waar hij ook gaat. |
|      | Frans Koppers    | Kees van Beusekom | Hoofdbewaarder                        | 1–10                   | Na beschuldigd te zijn van de dood van Makoemba en het overlijden van zijn vrouw Gerda stopt Kees met het werken in de Vrouwenvleugel. |
|      | Joss Flühr       | Truus de Hoop     | Bewaarster                            | 1–7                    | Heeft met behulp van een boenmachine en droge lakens Makoemba om het leven gebracht, dit in opdracht van Latali, de tolk van Makoemba. |
|      | Luk van Mello    | Wiebe Oerlemans   | Hoofdbewaarder                        | 4–42                   | Kwam ter vervanging van Kees van Beusekom. Trouwde in het begin van het tweede seizoen met Tonny. Ging vreemd met Regina terwijl Tonny in het ziekenhuis lag. Hij werd vermoord door José Donkers. |
|      | Dela Maria Vaags | Regina Jongschaap | Bewaarster                            | 7–66                   | Regina Jongschaap komt op de afdeling als Truus de Hoop wordt opgepakt door de politie. Regina heeft niet zoveel geluk in de liefde. In het tweede seizoen verandert dit als ze een affaire begint met collega Wiebe Oerlemans. Wiebe breekt met haar als Tonny achter zijn affaire met Regina komt. Niet lang daarna wordt Wiebe om het leven gebracht door José. Vlak daarna deelt ze een paar keer het bed met Jan Brouwer. Het loopt echter niet uit op een relatie. Na haar avonturen met Jan Brouwer lijkt Regina haar grote liefde te hebben gevonden in Wilberto. Deze man blijkt echter een bedrieger, hij is namelijk getrouwd en heeft een gezin. In de laatste aflevering begint ze iets met Köksal. |
|      | Köksal Nurdogan  | Köksal            | Portier, later bewaarder              | 8, 10–12, 14–19, 22–66 | Köksal werkt eerst als portier bij de gevangenis. Vanaf seizoen 2 is hij naast deze functie ook bewaarder van de Vrouwenvleugel. Hij probeert meerdere malen een relatie te krijgen met Regina wat hem ook lukt in de laatste aflevering. |
|      | Haïti Kensmil    | Mathilde Beentjes | Bewaarster                            | 14–24                  | Kwam ter vervanging van Winnie Schoentouw. Mathilde overlijdt nadat er een aanslag wordt gepleegd op Jacqueline Karstens. |
|      | John Jones       | David Molenaar    | Bewaarder                             | 16–66                  | David wordt verliefd op gedetineerde Julia. Maurits Troost houdt David en Julia in de gaten en ligt daarom regelmatig overhoop met David. Uiteindelijk trouwen David en Julia en krijgen ze samen een zoontje. |
|      | Annette Nijder   | Nel Wittebol      | Bewaarster, tijdelijk Hoofdbewaarster | 23–66                  | Nel komt als bewaarster van de gevangenis uit Haarlem waar zij ook al voor Akkie Dorrestijn werkte. In het begin is ze vrij streng maar later ontdooit ze. Haar zoon Wimpie is homoseksueel en daar heeft ze het erg moeilijk mee. Haar man Trip gaat aan de drank, maar kickt weer af. Aan het einde van seizoen 3 is ze zwanger. |
|      | Joost Buitenweg  | Alfred Willems    | Bewaarder                             | 30, 31, 34–38          | Smokkelde drugs naar binnen voor Snoes Rivaan die het vervolgens weer verkocht aan Maria Wezenbeek. Uiteindelijk werd hij op de luchtplaats betrapt door Wiebe Oerlemans en werd hij ontslagen. |
|      | Ricardo Sibelo   | Jan Brouwer       | Bewaarder                             | 44–66                  | Is een echte vrouwenliefhebber. Deelt een aantal malen het bed met Regina maar ze krijgen geen relatie. Smokkelt drank voor Guusje van de Wetering in shampooflessen, maar stopt hiermee als hij wordt gesnapt door Nathalie Tellegen. |
|      | Cynthia Abma     | Rietje Verdonk    | Bewaarster                            | 59–66                  | Rietje komt halverwege seizoen 3 het team met bewaarders versterken. |

#### Overig personeel
| Foto | Acteur                 | Personage               | Functie                       | Afleveringen  | Biografie |
| ---- | ---------------------- | ----------------------- | ----------------------------- | ------------- | --- |
|      | Rick Nicolet           | Tonny Oerlemans-de Boer | Hoofd van de Arbeid           | 1–66          | Ze werkt al jaren met veel plezier in de gevangenis als hoofd van de Arbeid. In de gevangenis ontmoet Tonny haar grote liefde, bewaarder Wiebe Oerlemans. Ze spreken meerdere keren af en al snel besluiten ze te gaan samenwonen en trouwen. Hun, geluk kan niet op als Tonny in seizoen 2 zwanger raakt. Wiebe deelt als gevolg hiervan ondertussen het bed met collega Regina Jongschaap. Door complicaties tijdens de zwangerschap krijgt Tonny een miskraam. In de gevangenis wordt haar man Wiebe neergeschoten door gedetineerde José Donkers. Tonny is verdrietig, maar komt erbovenop. In seizoen 3 vindt Tonny haar nieuwe liefde, Ritske de Bont. De twee zijn erg gelukkig samen, maar hun relatie wordt verbroken als Ritske wil dat Tonny naar zijn boerderij komt. Tonny is een stadsmens en dit zit er dus niet in. In de allerlaatste aflevering is ze verloofd met Klaas Vortman, een wijkagent. |
|      | Simone Rooskens        | Lea Zandbergen          | Directrice                    | 1–22          | Overplaatsing aangevraagd toen haar man een andere baan kreeg. |
|      | Alexander van Bergen   | René Wouters            | Bejegeningsambtenaar          | 1-22          | Werd aangevallen met een schaar door Tessa Boonstra. |
|      | Bert Kuizenga          | Frits de Groot          | Dokter                        | 1-22, 43, 44  | Geliefde van Jacqueline Karstens. Vertrekt na het eerste seizoen naar het buitenland, maar keert net op tijd voor het overlijden van Jacqueline terug. |
|      | Marloes van den Heuvel | Akkie Dorrestijn        | Directrice                    | 22–66         | Akkie Dorrestijn is de opvolgster van Lea Zandbergen. In tegenstelling tot Zandbergen is zij meer van de hardere lijn. Akkie krijgt een korte relatie met Adriaan Wagenaar. Daarna heeft zij een relatie met de psycholoog Paul Jaspers. Aan het einde van seizoen 3 leert zij Huub Hoefnagel kennen die Akkie het hof maakt. |
|      | Jack Monkau            | IJsbrand Kaan           | Dokter                        | 22-66         | De opvolger van dokter de Groot. Smokkelt – zonder het zelf te weten – ongemerkt een pistool de gevangenis in waarmee José Donkers later Wiebe Oerlemans vermoordt. |
|      | Joep Sertons           | Paul Jaspers            | Psycholoog                    | 22-66         | Geliefde van Akkie Dorrestijn en later Mary Tijl. Heeft gesprekken met Julia Claus, Snoes Rivaan en Nathalie Tellegen. |
|      | Frederik de Groot      | Adriaan Wagenaar        | Bejegeningsambtenaar          | 22-44         | Geliefde van Ida Muns en later Akkie Dorrestijn. Ondersteunt Ida bij het buddy-proces met Jacqueline en helpt Cor Vis aan een woning als zij is vrijgesproken. |
|      | Gertrude Mulder        | Ida Muns                | Buddy                         | 22-44         | Buddy van Jacqueline Karstens, tevens geliefde van Adriaan Wagenaar. |
|      | Ellen Röhrman          | Paulien Vreeswijk       | Tijdelijk Hoofd van de Arbeid | 29-31, 33, 34 | Als Tonny in het ziekenhuis ligt neemt Paulien tijdelijk haar werk als Hoofd van de Arbeid over. |
|      | Aletta de Nes          | Mary Tijl               | Pastoraal medewerkster        | 44-66         | Geliefde van Paul Jaspers. Heeft o.a. gesprekken met Agnes Schmeenk, omdat haar dochter Bregje bij haar streng gelovige ouders verblijft. Joy Deurslag vertelt haar dat Maurits Troost haar bedreigt en bovendien handtastelijk is. |

### Bij- en gastrollen
- Lijst van acteurs en actrices uit Vrouwenvleugel

## Afleveringen

### Seizoen 1
| Afl. | Uitzenddatum     |
| ---- | ---------------- |
| 1    | 2 januari 1993   |
| 2    | 9 januari 1993   |
| 3    | 16 januari 1993  |
| 4    | 23 januari 1993  |
| 5    | 30 januari 1993  |
| 6    | 6 februari 1993  |
| 7    | 13 februari 1993 |
| 8    | 20 februari 1993 |
| 9    | 27 februari 1993 |
| 10   | 6 maart 1993     |
| 11   | 13 maart 1993    |
| 12   | 20 maart 1993    |
| 13   | 27 maart 1993    |
| 14   | 3 april 1993     |
| 15   | 10 april 1993    |
| 16   | 17 april 1993    |
| 17   | 24 april 1993    |
| 18   | 1 mei 1993       |
| 19   | 8 mei 1993       |
| 20   | 15 mei 1993      |
| 21   | 22 mei 1993      |
| 22   | 29 mei 1993      |

### Seizoen 2
| Afl. | Uitzenddatum     | Titel                    |
| ---- | ---------------- | ------------------------ |
| 23   | 30 december 1993 | Snoes                    |
| 24   | 6 januari 1994   | Junk                     |
| 25   | 13 januari 1994  | Zwanger                  |
| 26   | 20 januari 1994  | Vuile homo               |
| 27   | 27 januari 1994  | Terug naar af            |
| 28   | 3 februari 1994  | Het geheim van Cor Vis   |
| 29   | 10 februari 1994 | Het zwakke vlees         |
| 30   | 17 februari 1994 | De weg naar de vrijheid  |
| 31   | 24 februari 1994 | Teun in 't wild          |
| 32   | 3 maart 1994     | Een spaak in het wiel    |
| 33   | 10 maart 1994    | Dolle dinsdag            |
| 34   | 17 maart 1994    | Blowing up               |
| 35   | 24 maart 1994    | Kloppende harten         |
| 36   | 31 maart 1994    | Zuchten en tuchten       |
| 37   | 7 april 1994     | Spijkerhard              |
| 38   | 14 april 1994    | Nel in de bocht          |
| 39   | 21 april 1994    | Frisse lucht voor Jantje |
| 40   | 28 april 1994    | Donkere wolken           |
| 41   | 5 mei 1994       | Pannekoeken              |
| 42   | 12 mei 1994      | Op weg naar het einde    |
| 43   | 19 mei 1994      | De kus                   |
| 44   | 26 mei 1994      | Het harde lot            |

### Seizoen 3
| Afl. | Uitzenddatum     | Titel                 |
| ---- | ---------------- | --------------------- |
| 45   | 6 januari 1995   | Zwarte dinsdag        |
| 46   | 13 januari 1995  | Kleur bekennen        |
| 47   | 20 januari 1995  | Iedereen is eenzaam   |
| 48   | 27 januari 1995  | Liefde en haat        |
| 49   | 3 februari 1995  | Dreigend onheil       |
| 50   | 10 februari 1995 | Teun's besluit        |
| 51   | 17 februari 1995 | Wanhoop en geluk      |
| 52   | 24 februari 1995 | Eindelijk vrij        |
| 53   | 3 maart 1995     | Piranhas              |
| 54   | 10 maart 1995    | Het keerpunt          |
| 55   | 17 maart 1995    | Dorst                 |
| 56   | 24 maart 1995    | Ja, ik wil!           |
| 57   | 31 maart 1995    | In het nauw gedreven  |
| 58   | 7 april 1995     | De harde waarheid     |
| 59   | 14 april 1995    | Valse hoop            |
| 60   | 21 april 1995    | Drugs en sex en ...   |
| 61   | 28 april 1995    | Snoes op drift        |
| 62   | 5 mei 1995       | Boze buitenwereld     |
| 63   | 12 mei 1995      | Valse meiden          |
| 64   | 19 mei 1995      | Bedrieger bedrogen    |
| 65   | 26 mei 1995      | Voorgevoel            |
| 66   | 2 juni 1995      | Een lach en een traan |

## Trivia
Het titelnummer Nog één kans werd ingezongen door de Belgisch-Limburgse actrice-zangeres Vera Mann.